# Pitaah
Pitaah è un film del 2002 diretto da Mahesh Manjrekar.